# ديبورا أندرسون
ديبورا أندرسون (بالإنجليزية: Deborah Anderson)‏ هي مغنية ومصورة بريطانية، ولدت في 16 ديسمبر 1970.

## وصلات خارجية
- ديبورا أندرسون على موقع IMDb (الإنجليزية)
- ديبورا أندرسون على موقع ميوزك برينز (الإنجليزية)
- ديبورا أندرسون على موقع ديسكوغز (الإنجليزية)
- ديبورا أندرسون على موقع قاعدة بيانات الفيلم (الإنجليزية)